# Camí de Solac

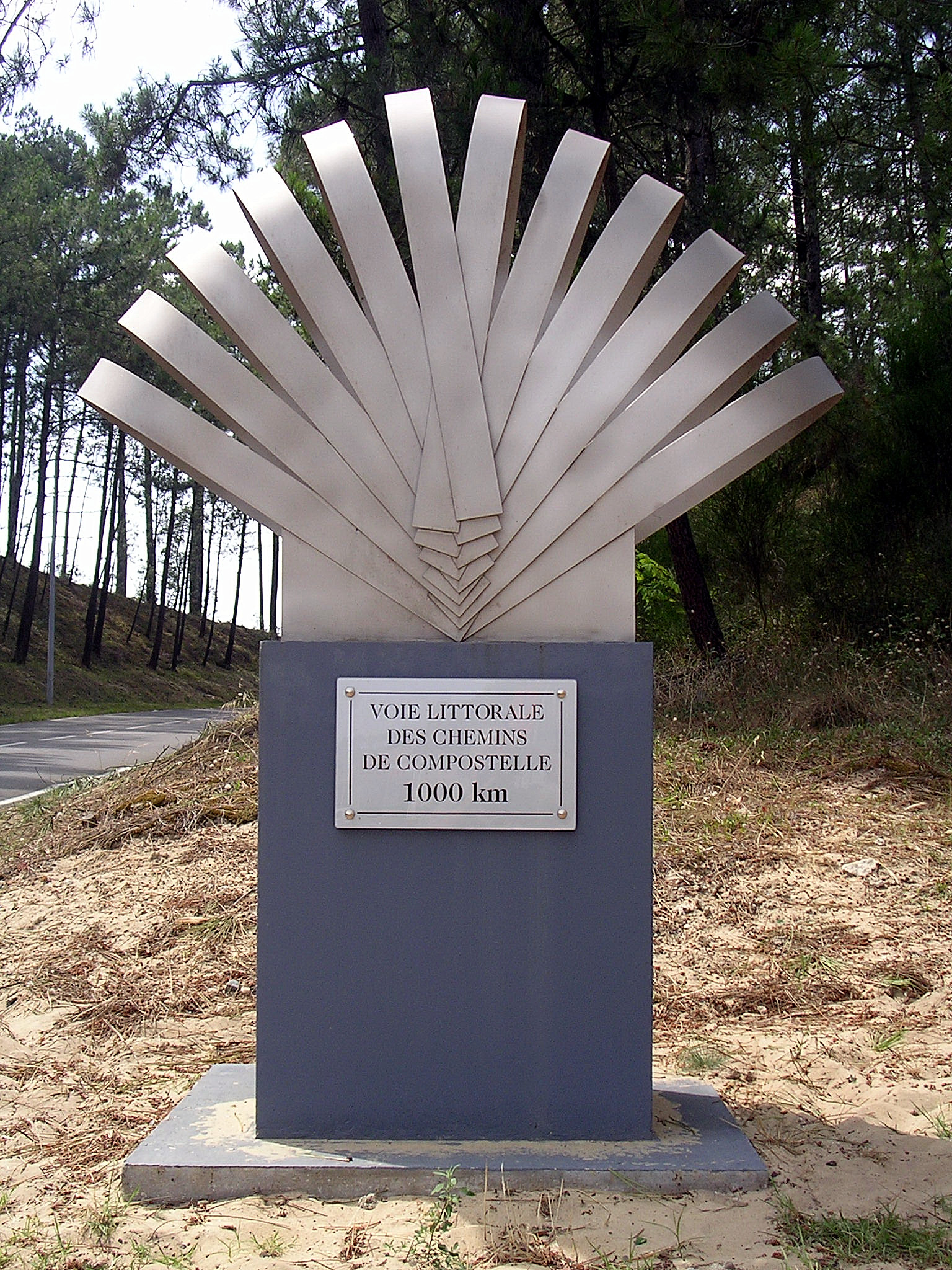
Mil·liari dels 1.000 kilòmetres de Sant Jaume a Mamisan (Landes)

El camí de Solac (també camí del litoral o camí dels Anglesos) és un camí secundari del Camí de Sant Jaume al llarg de la costa d'Argent. Ofereix al pelegrí de Sant Jaume una alternativa als quatre camins principals que es descriuen d'ençà el segle xii per Aymeric Picaud en la seva guia del pelegrí, és a dir (de nord a sud): la Via Turonensis, la Via Lemovicensis, la via Podiensis i la Via Tolosana .
El camí de Solac surt de Solac a Occitània i acaba a Irun al País Basc. La ruta dels pelegrins continua després amb el Camí del Nord. També és possible unir el Camí francès a Pamplona continuant pel camí del Baztan.

## Història
Els pelegrins que travessaven l'estuari de la Gironda en la seva extremitat tenien l'oportunitat de seguir una ruta costanera que unien les ciutats que, segles després, es converteixen en els establiments balnearis de Costa d'Argent.
Aquest camí va ser utilitzat pels bretons (creuant la Loira per Le Pellerin o Nantes) i els que venien d'Anglaterra, que desembarcaven a Solac abans de la sedimentació del seu port.
A ells se'ls unien els que venien per la Via Turonensis des de Saintes per Talmont-sur-Gironde i es reagrupaven al santuari de Santa Verònica de Solac, i la seva basílica Notre-Dame-de-la-fin-des-Terres.

## El camí actual de Solac a Irun

### Gironda
- Solac
- Graian e l'Espitau
- Hortin

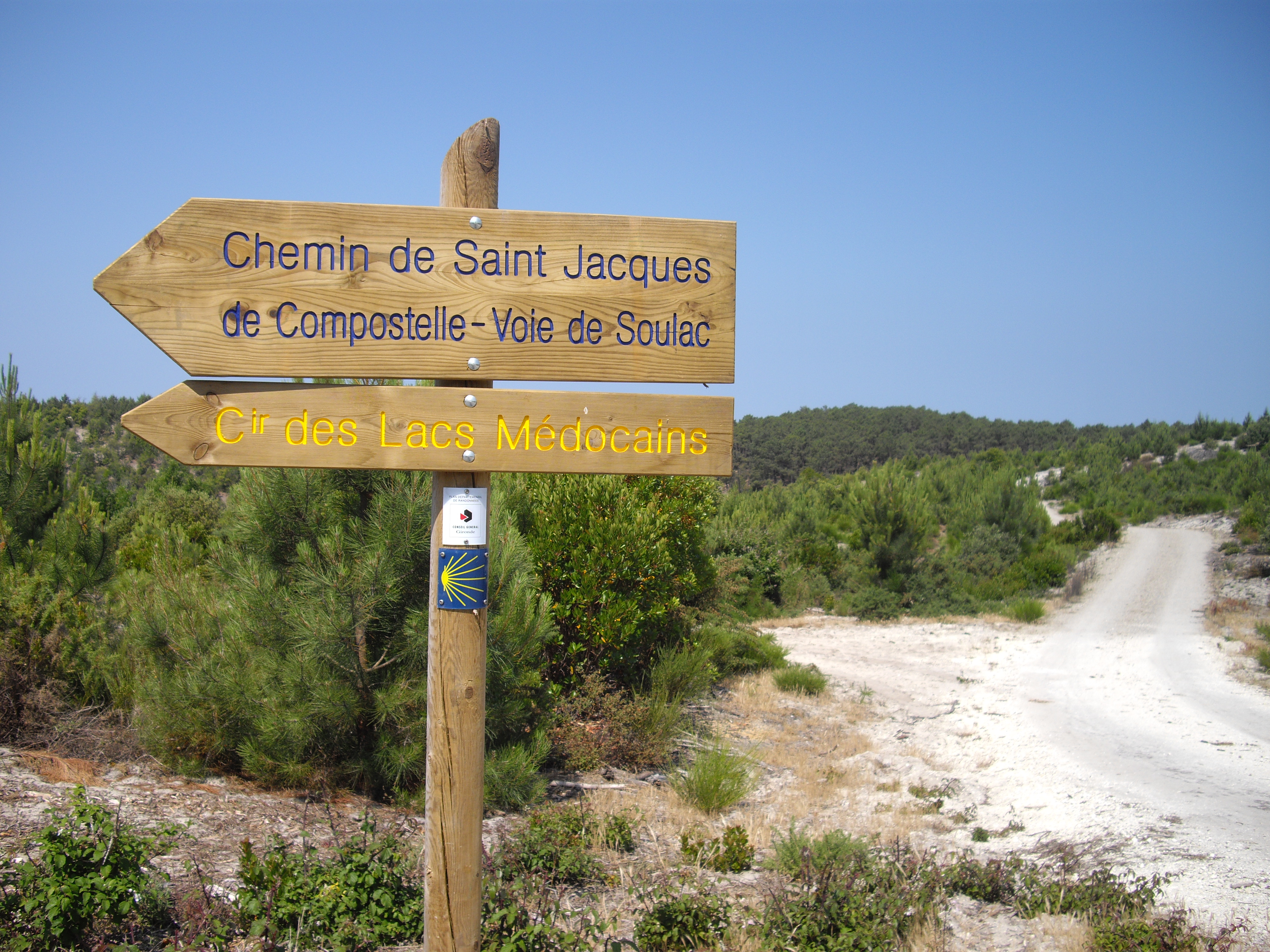
Marcant el camí de Soulac al Médoc entre els llacs de La Canau i Carcan

- Senta Elena, més exactament Senta Elena de l'Estanh, que ja no pertany al municipi.
- Carcan
- La Canau
- Lo Pòrge
- Lèja e lo Horet
- Endarnòs (església romana de Sant Eloi)
- Lo Teish

### Landes
- Sanguinet

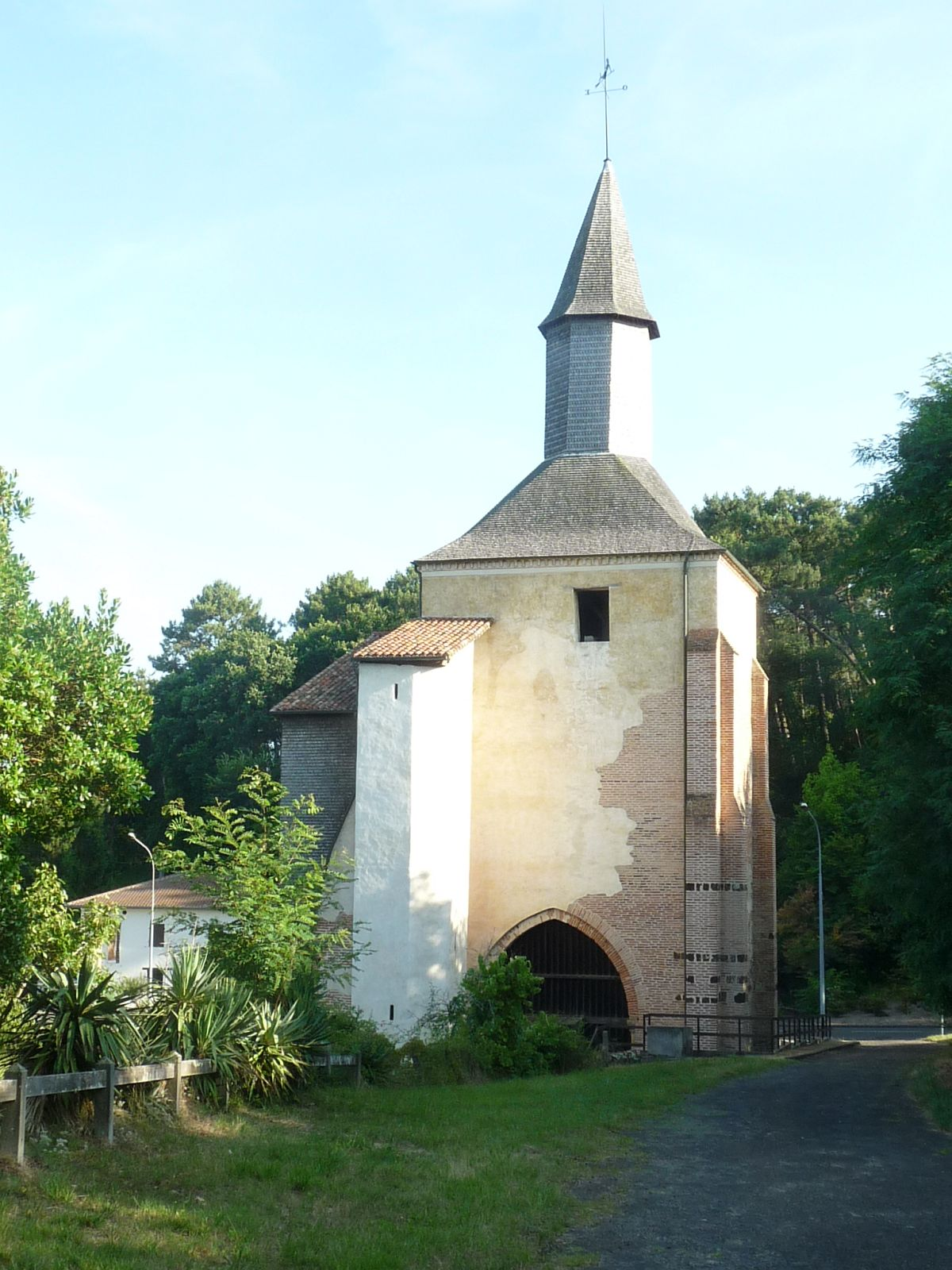
Campanar-porxo de l'antiga església de Mamisan.

- Biscarròssa, església de Sant Martí
- Parentias
- Gastas
- Senta Aulàdia: església de Senta Aulàdia
- Pontens: església de Saint-Jean-Baptiste de Bourricos
- Sent Pau de Bòrn: església de Sent Pau de Bòrn
- Aurelhan: església de Santa Rufina d'Aurelhan
- Mamisan, i el Campanar-porxo de l'antiga església.
- Biars: Església de Sant Miquèl de Biars
- Sent Julian de Bòrn: Església de Sent Julian
- Lit e Micse: església de Nòstra Dama de Lit
- Viela e Sent Gironç
- Lon
- Moliets e Mar
- Massanjas
- Lo Bocau Vielh
- Asur
- Soston
- Sòrts e Òssagòr
- Capberton
- La Vena
- Ondres
- Tarnòs

### Pirineus Atlàntics

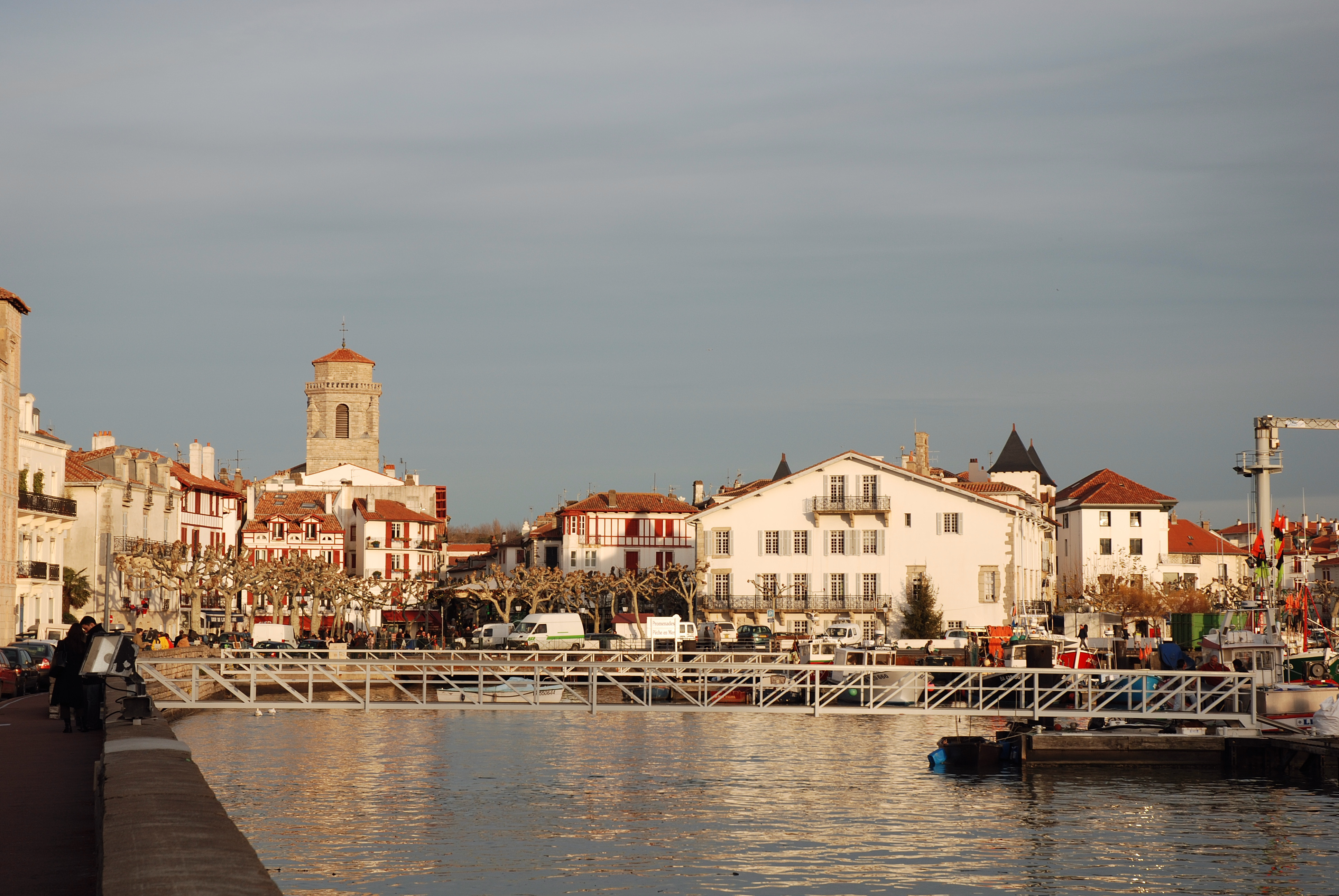
Port de Sant Joan Lohitzune i l'església Saint-Jean-Baptiste.

- Baiona i la seva catedral de Santa Maria. De Baiona el pelegrí podia escollit de seguir pel camí de Solac o bifurcar pel camí del Baztan vers Pamplona per unir-se al Camí navarrès i al Camí francès més ràpidament.
- Sant Joan Lohitzune i la seva església de Sant Joan Baptista
- Hendaia

### Espanya
- Irun

## Continuació del camí
A Irun, on acabava el camí de Soulac prend fin, s'oferien dues opcions al pelegrí:
O bé continuar el camí pel Camí del Nord que, a partir d'aquí, connecta les ciutats costaneres del nord d'Espanya als afores de Santiago de Compostel·la; o bé seguir un camí secundari que unia el Camí francès a Burgos a través de les següents etapes:
- Irun
- Tolosa
- Vitoria-Gasteiz
- Miranda de Ebro
- Burgos

Des de Baiona també és possible arribar al sud-est a través del camí de Nive per Donibane Garazi per evitar el Camí del Nord i dirigir-se al Camí navarrès, abans de creuar els Pirineus per unir-se al camí francès.